# Jan II van Opole
Jan II van Opole bijgenaamd de Goede (circa 1460 - Ratibor, 27 maart 1532) was vanaf 1476 hertog van Opole, Falkenberg en Strehlitz, van 1476 tot 1481 hertog van Brieg, vanaf 1494 hertog van Gleiwitz, vanaf 1495 hertog van Tost, vanaf 1498 hertog van Bytom, vanaf 1509 hertog van Cosel en vanaf 1521 hertog van Ratibor. Hij behoorde tot de Silezische tak van het huis Piasten.

## Vroege politieke activiteiten
Jan II was de tweede zoon van hertog Nicolaas I van Opole en diens echtgenote Agnes, dochter van hertog Lodewijk II van Brieg. Na de dood van zijn vader en zijn oudste broer Lodewijk in 1476, erfde hij samen met zijn oudere broer Lodewijk en jongere broer Nicolaas II de hertogdommen Opole, Falkenberg, Strehlitz en Brieg. Lodewijk overleed korte tijd later. Het was Jan II die de geërfde domeinen grotendeels bestuurde, terwijl Nicolaas II voornamelijk het hertogdom Falkenberg bestuurde.
Tijdens zijn lange regeerperiode maakte het eerder kleine hertogdom Opole een belangrijke economische ontwikkeling door. Nog een erg belangrijk feit tijdens zijn regering was zijn vrijwel constante bemachtiging van landerijen in Opper-Silezië, waardoor Jan een van de machtigste Silezische heersers werd. 
Zijn eerste regeringsjaren waren echter niet erg succesvol. Zo verloren Jan en zijn broer Nicolaas in 1481 het hertogdom Brieg aan hertog Frederik I van Liegnitz. In 1477 slaagden beide broers er wel in om de stad Neustadt over te kopen van hertog Koenraad X van Oels. 
In juni 1497 vond er in Neisse een vredesconferentie plaats tussen de hertogen van Opole en Teschen, waarbij zijn broer Nicolaas II Opole vertegenwoordigde. Om onbekende redenen liepen de gemoederen hoog op en Nicolaas II probeerde hertog Casimir II van Teschen en de bisschop van Breslau neer te steken. Hierop werd Nicolaas II ter dood veroordeeld en op 27 juni 1497 op de markt van Neisse onthoofd. Nadat Jan II deze gebeurtenissen te weten kwam, begon hij troepen te verzamelen om een brutale vergeldingsexpeditie tegen hertog Casimir II van Teschen te houden. De diplomatieke acties van de Boheemse koning Wladislaus II Jagiellon konden echter een burgeroorlog in Silezië tegenhouden.

## De expansie van het hertogdom Opole en de erfenis van Ratibor
Vanaf de jaren 1490 kende het hertogdom Opole een belangrijke economische ontwikkeling. Dit deed Jan II door de mijnbouw te ontwikkelen. Door de stijgende schulden van verschillende Silezische heersers, werd Jan II binnen enkele jaren bovendien de eigenaar van het grootste deel van Opper-Silezië. Enkel het hertogdom Teschen bleef onafhankelijk, terwijl het hertogdom Auschwitz geannexeerd werd door Polen. De territoriale groei van het hertogdom Opole verliep traag, maar wel constant: in 1494 kocht hij het district Gleiwitz, in 1495 kocht hij het district Tost, in 1497 kreeg hij na de dood van zijn broer Nicolaas de macht over het hertogdom Falkenberg terug, in 1498 kocht hij het district Bytom en in 1509 annexeerde hij het district Cosel.
Enkel het zuidelijke deel van Opper-Silezië, dat bestuurd werd door de hertogen van Ratibor uit het huis Přemysliden, was nog niet in zijn handen. De eerste contacten over een mogelijke erfenis van dit hertogdom vonden in 1478 plaats met hertog Jan V, ter gelegenheid van het huwelijk tussen Jan V en Magdalena van Opole, de zus van Jan II. Het was echter pas na de plotse overlijdens van de tweede oudste zonen van Jan V en de troonbestijging van de jongste zoon Valentijn in 1506 dat er een erfverdrag met hertog Jan II van Opole werd gesloten. In 1511 werd het verdrag formeel ondertekend door Valentijn en Jan II. Na het overlijden van Valentijn in 1521, erfde Jan II uiteindelijk het hertogdom Ratibor. Ratibor werd samengevoegd met het hertogdom Opole en heette voortaan het hertogdom Opole-Ratibor.

## Dood en erfopvolging
Jan II bleef zijn hele leven ongehuwd en was daardoor kinderloos gebleven. Hierdoor vond er tijdens de laatste jaren van zijn leven een hevige competitie plaats tussen verschillende heersers om zijn erfenis. De kandidaten voor de erfenis waren de koningen van Bohemen (Lodewijk II Jagiellon en daarna Ferdinand I van Habsburg), burggraaf Zdenko Lew van Praag, hertog Casimir II van Teschen en hertog Frederik II van Liegnitz. 
Jan II vond echter dat zijn erfenis naar markgraaf George van Brandenburg-Ansbach moest gaan en werd hierin gesteund door Lodewijk II Jagiellon. De dood van Lodewijk II in 1526 en de troonbestijging van Ferdinand I van Habsburg deden de kansen van George van Brandenburg-Ansbach echter verkleinen. In juni 1531 erkende Ferdinand George van Brandenburg-Ansbach uiteindelijk als de erfopvolger van hertog Jan II van Opole en de twee ondertekenden in Praag een verdrag waarbij George in ruil 183.333 gulden aan Ferdinand I moest betalen. 
Jan II overleed in maart 1532, waarna hij werd bijgezet in de Heilige Kruiskerk van Opole. Zoals afgesproken erfde George van Brandenburg-Ansbach zijn bezittingen. 